# Karol Stefan Habsburg

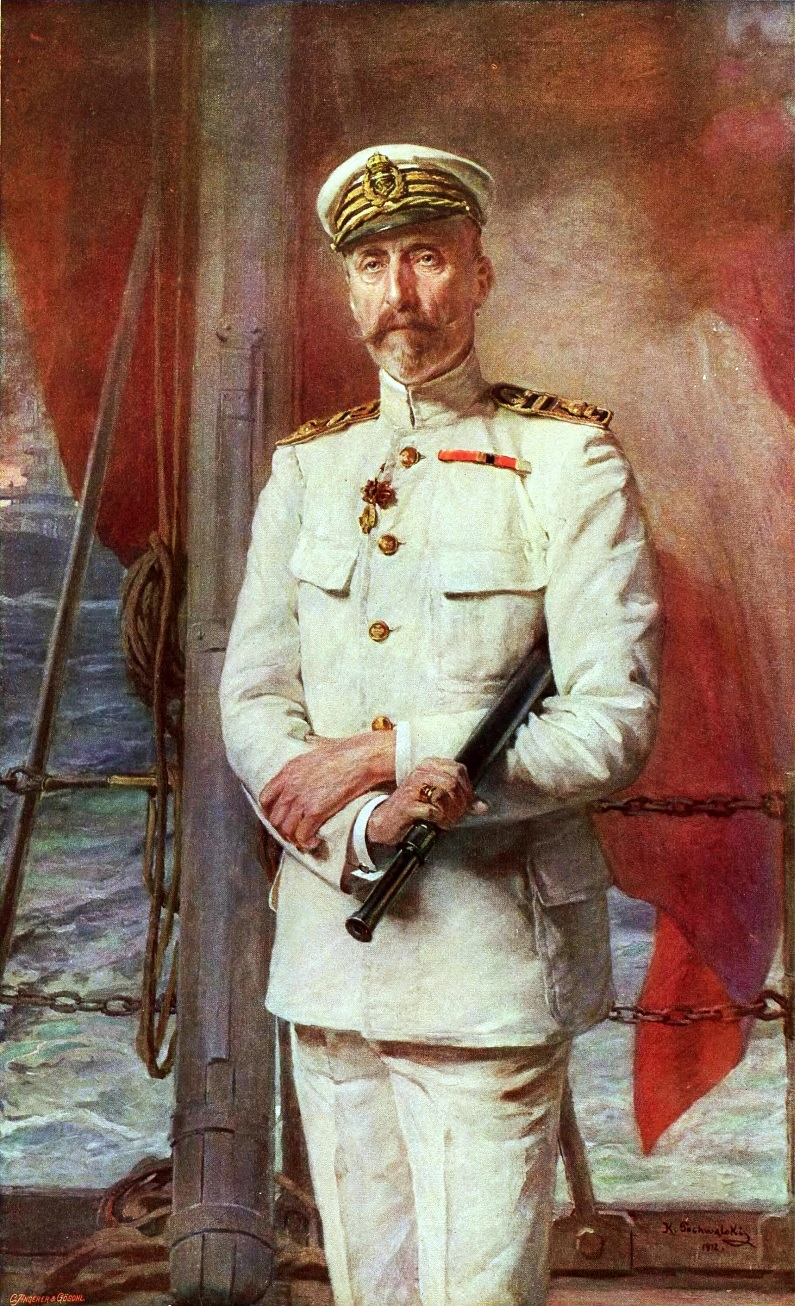
Karol Stefan Habsburg - portret z 1912 Kazimierza Pochwalskiego

Karol Stefan Habsburg-Lotaryński (niem. Karl Stephan Eugen Viktor Felix Maria von Habsburg-Lothringen, ur. 5 września 1860 w Židlochovicach, zm. 7 kwietnia 1933 w Żywcu) – austriacki arcyksiążę z cieszyńsko-żywieckiej linii Habsburgów, tytularny książę cieszyński w latach 1930-1933. 
Kandydat państw centralnych na króla polskiego w 1918 roku.

## Życiorys
Urodził się 5 września 1860 roku w Židlochovicach. Jego rodzicami byli Karol Ferdynand Habsburg i jego żona arcyksiężniczka Elżbieta. Po śmierci ojca został adoptowany i był wychowywany przez stryja, arcyksięcia Albrechta Fryderyka. Był bratem m.in. arcyksięcia Fryderyka Marii Habsburga, ostatniego księcia cieszyńskiego. Został skierowany do służby w marynarce wojennej. Po dwóch latach nauki w cesarskiej akademii morskiej otrzymał w 1879 roku patent oficerski. Rozpoczął służbę na morzu i wspinał się po szczeblach kariery. Był członkiem założycielem Cesarskiej i Królewskiej Eskadry Jachtowej. Uchodził za człowieka o nowoczesnych przekonaniach.
Miał sprecyzowane poglądy polityczne. Wyrażał nadzieję, że wybijające się na niepodległość nowo powstałe narody staną się habsburskimi krajami koronnymi, zaspokajającymi lokalne aspiracje, ale należącymi do pokojowego i rozkwitającego imperium. Dla każdego ze swoich synów widział miejsce w hierarchii habsburskich rządów. Po śmierci arcyksięcia Albrechta odziedziczył galicyjski majątek. Dwa zamki w Żywcu miały własne włości: czterdzieści tysięcy hektarów lasów. Arcyksiążę odziedziczył Browar Arcyksiążęcy, który jego stryj założył w 1856 roku. Dokonał w nim wielu nowych inwestycji, kupując nowoczesne wyposażenie, instalując oświetlenie elektryczne, nabywając wagony kolejowe. Odszedł ze służby w marynarce.
Gospodarując w Żywcu rozbudował zamek. Dobudował nowe skrzydło. Prace renowacyjne związane z przebudową nowego zamku prowadził między innymi Karol Stryjeński. Ostatnią przebudowę zamku prowadził w 1911 roku Leopold Simony. Arcyksiążę zamówił nową kolekcję obrazów, którymi obwiesił ściany i korytarze. Przy wprowadzaniu zmian korzystał z pomocy polskich artystów z Galicji. Oddawał się swoim zamiłowaniom i nowym hobby. Kolekcjonował samochody. Odbywał próbne jazdy po całej Europie. W 1910 roku zorganizował Zjazd Automobili. Ściągnął do Żywca zmotoryzowaną szlachtę monarchii habsburskiej. Wiele czasu poświęcał rodzinie. Dbał o wychowanie dzieci. 4 maja 1914 roku kupił zespół pałacowy w Rajczy.
W dwudziestoleciu międzywojennym był uznawany przez polskie środowisko monarchistyczne za odpowiedniego kandydata do korony (w czasie I wojny światowej był poważnym kandydatem na monarchę Królestwa Polskiego pod kontrolą Niemiec i Austro-Węgier). W 1907 roku arcyksiążę ogłosił polskość rodziny, natomiast na tronie ostatecznie nie zasiadł (m.in. z powodu sprzeciwu cesarza Karola). Był pierwszym Habsburgiem, który nauczył się polskiego. Zamieszkał w Galicji. Wydał dwie córki za polskich arystokratów. Renata wyszła za mąż w 1909 roku za księcia Hieronima Radziwiłła, który zmarł w 1945 roku w łagrze radzieckim koło Woroszyłowgradu. Mechtylda wyszła za mąż w 1913 roku za księcia Olgierda Czartoryskiego, zmarłego w 1977 roku w Rio de Janeiro. Karol Stefan kochał też muzykę polską, szczególnie Chopina. Był podobno znakomitym interpretatorem dzieł tego kompozytora.
W 1930 został tytularnym księciem cieszyńskim, po tym jak jego bratanek, książę Albrecht II Habsburg zrzekł się praw do tronu.

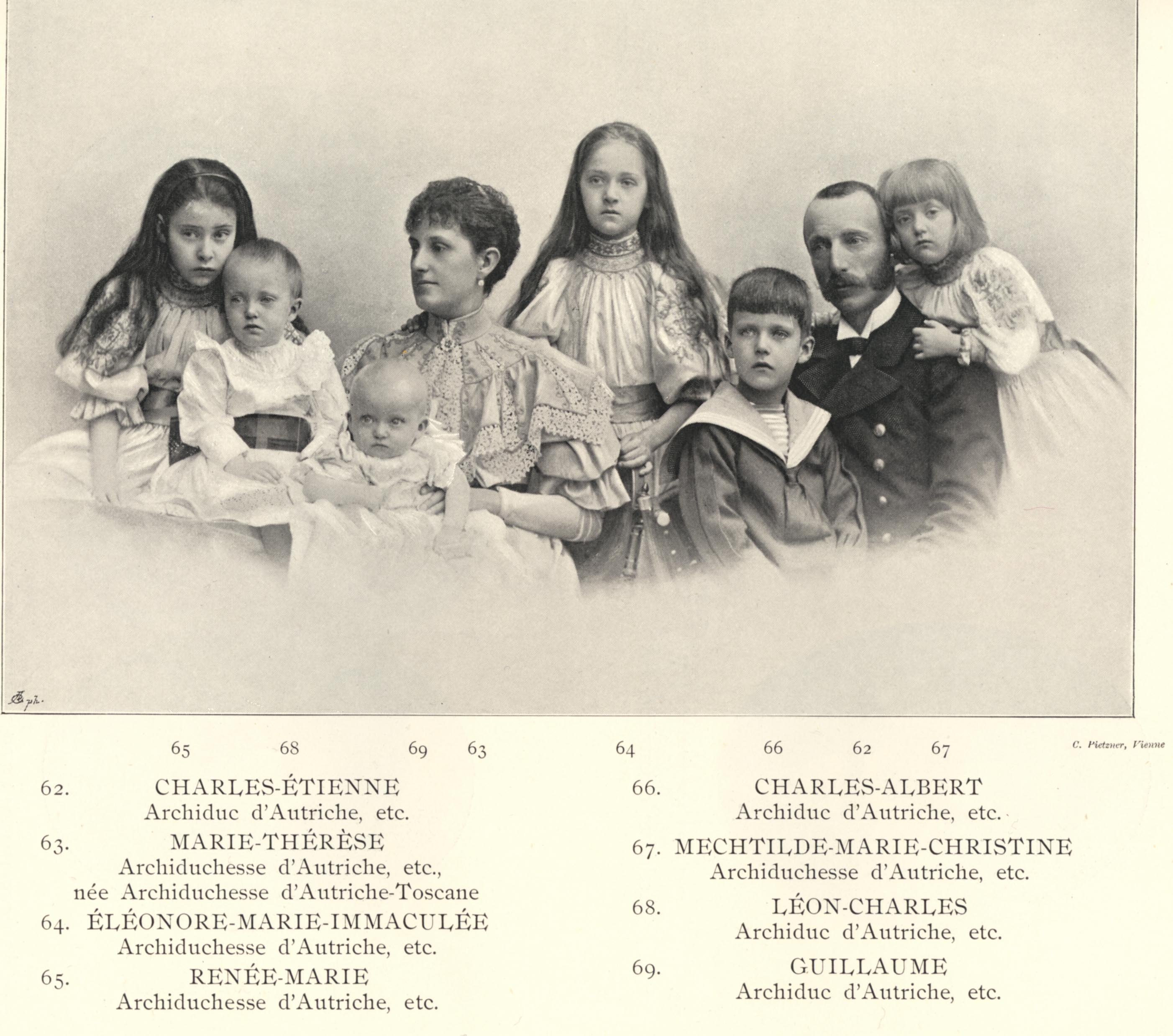
Karol Stafan z żoną i dziećmi, 1896

## Odznaczenia
Austriackie
- Order Złotego Runa (1878, Austria)[14]
- Krzyż Wielki Orderu Świętego Stefana
- Srebrny Medal Zasługi Wojskowej
- Brązowy Medal Zasługi Wojskowej
- Medal Jubileuszowy Pamiątkowy dla Sił Zbrojnych i Żandarmerii
- Krzyż Jubileuszowy Wojskowy
- Odznaka Honorowa Czerwonego Krzyża

Zagraniczne
- Baliw Krzyża Wielkiego Orderu Maltańskiego z wyr. za Jerozolimę (SMOM)
- Order Świętego Stefana (Toskania)
- Order Królewski Serafinów (Szwecja)
- Order Orła Czarnego (Prusy)
- Order Słonia (Dania)
- Wstęga Trzech Orderów (Portugalia)
  - Krzyż Wielki Orderu Chrystusa
  - Krzyż Wielki Orderu Świętego Benedykta z Avis
  - Krzyż Wielki Orderu Świętego Jakuba od Miecza
- Krzyż Wielki Orderu Wojskowego Wieży i Miecza (Portugalia)
- Krzyż Wielki Orderu Karola III (Hiszpania)
- Krzyż Wielki Orderu Korony (Wirtembergia)
- Wielka Wstęga Orderu Leopolda (Belgia)
- Krzyż Wielki Orderu Daniły I (Czarnogóra)
- Krzyż Wielki Orderu Ernestyńskiego (Saksonia)
- Order Osmana I klasy z brylantami (Turcja)

## Małżeństwo i rodzina
W 1886 poślubił swoją kuzynkę arcyksiężniczkę Marię Teresę Habsburg, z którą miał sześcioro dzieci, arcyksiążąt:
- Eleonorę Marię (1886-1974) żonę od 1913 Alfonsa von Kloss (1880-1953)[15];
- Renatę Marię (1888-1935), od 1909 r. żonę księcia Hieronima Radziwiłła (1885-1945);
- Karola Olbrachta (1888-1951), polskiego patriotę, który zawarł morganatyczne małżeństwo z Alicją Elżbietą Ankarcrona (1889-1985), primo voto Badeni[16];
- Mechtyldę (1891-1966) żonę od 1913 Olgierda Czartoryskiego (1888-1977)[17];
- Leona Karola (1893-1939), który zawarł morganatyczne małżeństwo z Marią-Klothildą von Thuillières, hrabiną von Montjoye-Vaufrey et de la Roche (1893-1978). Ich potomkowie noszą tytuł „Hrabiów von Habsburg”;
- Wilhelma Franciszka (1895-1948) – ukraińskiego działacza politycznego, pretendenta do tronu Ukrainy.